# Ardisia obovatifolia
Ardisia obovatifolia är en viveväxtart som beskrevs av Elmer Drew Merrill. Ardisia obovatifolia ingår i släktet Ardisia och familjen viveväxter. Inga underarter finns listade i Catalogue of Life.